# Bor-et-Bar
Bor-et-Bar é uma comuna francesa na região administrativa de Occitânia, no departamento de Aveyron. Estende-se por uma área de 12,92 km². Em 2010 a comuna tinha 202 habitantes (densidade: 15,6 hab./km²).